# Claudio Golinelli
Claudio Golinelli (Piacenza, Emília-Romanya, 1 de maig de 1962) va ser un ciclista italià, professional del 1984 al 1993. Va competir en carretera però es va especialitzar en la pista. Guanyador de dos Campionats del món de Keirin i d'un altre en Velocitat.

## Palmarès en pista
- 1985
  -  Campió d'Itàlia en Keirin
- 1986
  -  Campió d'Itàlia en Velocitat
- 1987
  -  Campió d'Itàlia en Keirin
- 1988
  -  Campió del món en Keirin
  -  Campió d'Itàlia en Keirin
  -  Campió d'Itàlia en Velocitat
- 1989
  -  Campió del món en Keirin
  -  Campió del món en Velocitat
  -  Campió d'Itàlia en Velocitat
- 1990
  -  Campió d'Itàlia en Keirin
  -  Campió d'Itàlia en Velocitat
- 1991
  -  Campió d'Itàlia en Keirin
  -  Campió d'Itàlia en Velocitat

## Palmarès en ruta
- 1981
  -  Campió d'Itàlia amateur en ruta
  - 1r a la Copa Ciutat de Melzo
- 1983
  - 1r al Gran Premi della Liberazione
- 1990
  - Vencedor d'una etapa a la Setmana Siciliana